# Новий Мир (Первомайський район)
Новий Мир (рос. Новый Мир) — селище у складі Первомайського району Алтайського краю, Росія. Входить до складу Логовської сільської ради.

## Населення
Населення — 1 особа (2010; 3 у 2002).
Національний склад (станом на 2002 рік):
- росіяни — 100 %